# Vertain

Vertain este o comună în departamentul Nord, Franța. În 1 ianuarie 2022 avea o populație de 524 de locuitori.